# Административное деление Уганды

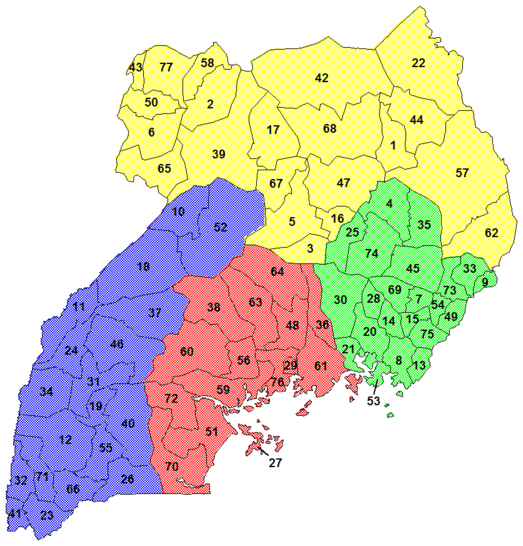
Административное деление Уганды. 2002 г. — 77 округов

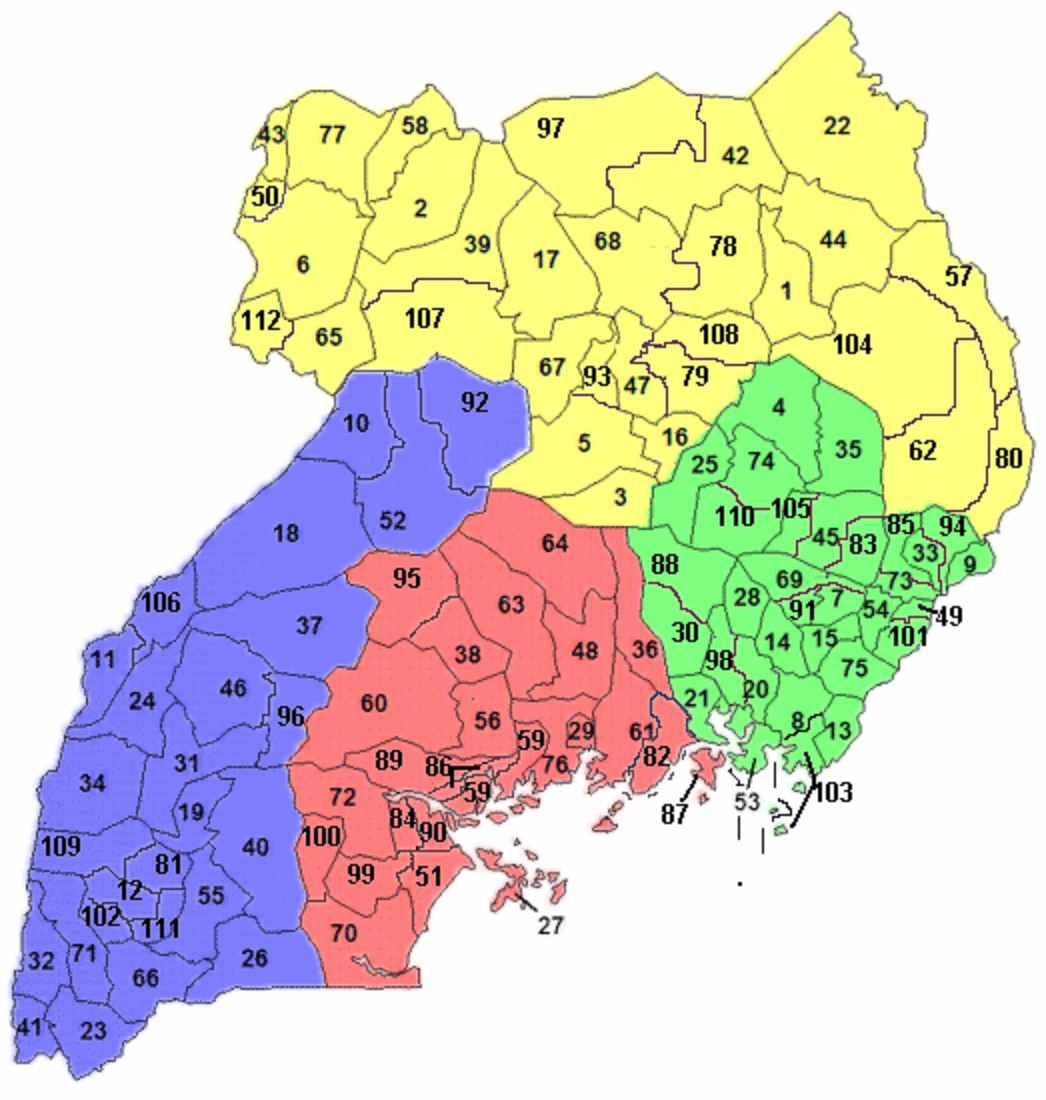
Административное деление Уганды. 2010 г. — 111 округов и 1 столичный округ

В административно-территориальном отношении Уганда разделена на 4 области (regions), включавшие 77 округов (districts) по состоянию на момент переписи 2002 года, 80 — в 2006 году. К июлю 2010 года Уганда включает 4 области, в том числе: 111 округов и 1 столичный округ — город Кампала.

## Области
| Область         | Адм. центр | Площадь, км² | Население, (2014) чел. | Плотность, чел./км² |
| --------------- | ---------- | ------------ | ---------------------- | ------------------- |
| Центральная     | Кампала    | 61 403,2     | 9 579 119              | 156,00              |
| Восточная       | Джинджа    | 39 478,8     | 9 094 960              | 230,38              |
| Северная        | Гулу       | 85 391,7     | 7 230 661              | 84,68               |
| Западная        | Мбарара    | 55 276,6     | 8 939 355              | 161,72              |
| Зона конфликтов |            |              | 12 718                 |                     |
| Всего           |            | 241 550,7    | 34 856 813             | 144,30              |

## Округа
111 округов и 1 столичный округ обозначены на карте цифрами:
- 1 Абим — Северная область
- 2 Аджумани — Северная область
- 3 Амолатар — Северная область
- 4 Амуриа — Восточная область
- 5 Апак — Северная область
- 6 Аруа (включая Терего) — Северная область
- 7 Будака — Восточная область
- 8 Бугири — Восточная область
- 9 Буква — Восточная область
- 10 Булиса — Западная область
- 11 Бундибугио — Западная область
- 12 Бушеньи — Западная область
- 13 Бусиа — Восточная область
- 14 Намутумба — Восточная область
- 15 Буталеджа — Восточная область
- 16 Доколо — Северная область
- 17 Гулу — Северная область
- 18 Хоима — Западная область
- 19 Ибанда — Западная область
- 20 Иганга — Восточная область
- 21 Джинджа — Восточная область
- 22 Каабонг — Северная область
- 23 Кабале — Западная область
- 24 Кабароле — Западная область
- 25 Каберамайдо — Восточная область
- 26 Исингиро — Западная область
- 27 Калангала — Центральная область
- 28 Калиро — Восточная область
- 29 Кампала, столичный округ — Центральная область
- 30 Камули — Восточная область
- 31 Камвенге — Западная область
- 32 Канунгу — Западная область
- 33 Капчорва — Восточная область
- 34 Касесе — Западная область
- 35 Катакви — Восточная область
- 36 Кайунга — Центральная область
- 37 Кибале — Западная область
- 38 Кибога — Центральная область
- 39 Амуру — Северная область
- 40 Кирухура — Западная область
- 41 Кисоро — Западная область
- 42 Китгум — Северная область
- 43 Кобоко — Северная область
- 44 Котидо — Северная область
- 45 Куми — Восточная область
- 46 Кьенжожо — Западная область
- 47 Лира — Северная область
- 48 Луверо — Центральная область
- 49 Будуда — Восточная область
- 50 Марача (ранее Марача-Терего) — Северная область
- 51 Масака — Центральная область
- 52 Масинди — Западная область
- 53 Майуге — Восточная область
- 54 Мбале — Восточная область
- 55 Мбарара — Западная область
- 56 Митьана — Центральная область
- 57 Морото — Северная область
- 58 Мойо — Северная область
- 59 Мпиги — Центральная область
- 60 Мубенде — Центральная область
- 61 Муконо — Центральная область
- 62 Накапирипирит — Северная область
- 63 Накасеке — Центральная область
- 64 Накасонгола — Центральная область
- 65 Небби — Северная область
- 66 Нтунгамо — Западная область
- 67 Ойам — Северная область
- 68 Падер — Северная область
- 69 Паллиса — Восточная область
- 70 Ракаи — Центральная область
- 71 Рукунгири — Западная область
- 72 Сембабуле — Центральная область
- 73 Сиронко — Восточная область
- 74 Сороти — Восточная область
- 75 Тороро — Восточная область
- 76 Вакисо — Центральная область
- 77 Йумбе — Северная область
- 78 Агаго — Северная область
- 79 Алебтонг — Северная область
- 80 Амудат — Северная область
- 81 Бувейу — Западная область
- 82 Буикве — Центральная область
- 83 Букедеа — Восточная область
- 84 Букомансимби — Центральная область
- 85 Буламбули — Восточная область
- 86 Бутамбала — Центральная область
- 87 Бувума — Центральная область
- 88 Буйенде — Восточная область
- 89 Гомба — Центральная область
- 90 Калунгу — Центральная область
- 91 Кибуку — Восточная область
- 92 Кирьандонго — Западная область
- 93 Коле — Северная область
- 94 Квеен — Восточная область
- 95 Кьянкванзи — Центральная область
- 96 Кьегегва — Западная область
- 97 Ламво — Северная область
- 98 Луука — Восточная область
- 99 Лвенго — Центральная область
- 100 Льантонде — Центральная область
- 101 Манафва — Восточная область
- 102 Митоома — Западная область
- 103 Намайиндо — Восточная область
- 104 Напак — Северная область
- 105 Нгора — Восточная область
- 106 Нтороко — Западная область
- 107 Нвойя — Северная область
- 108 Отуке — Северная область
- 109 Рубиризи — Западная область
- 110 Серере — Восточная область
- 111 Шеема — Западная область
- 112 Зомбо — Северная область

См.: Districts of Uganda